# 佩可縣

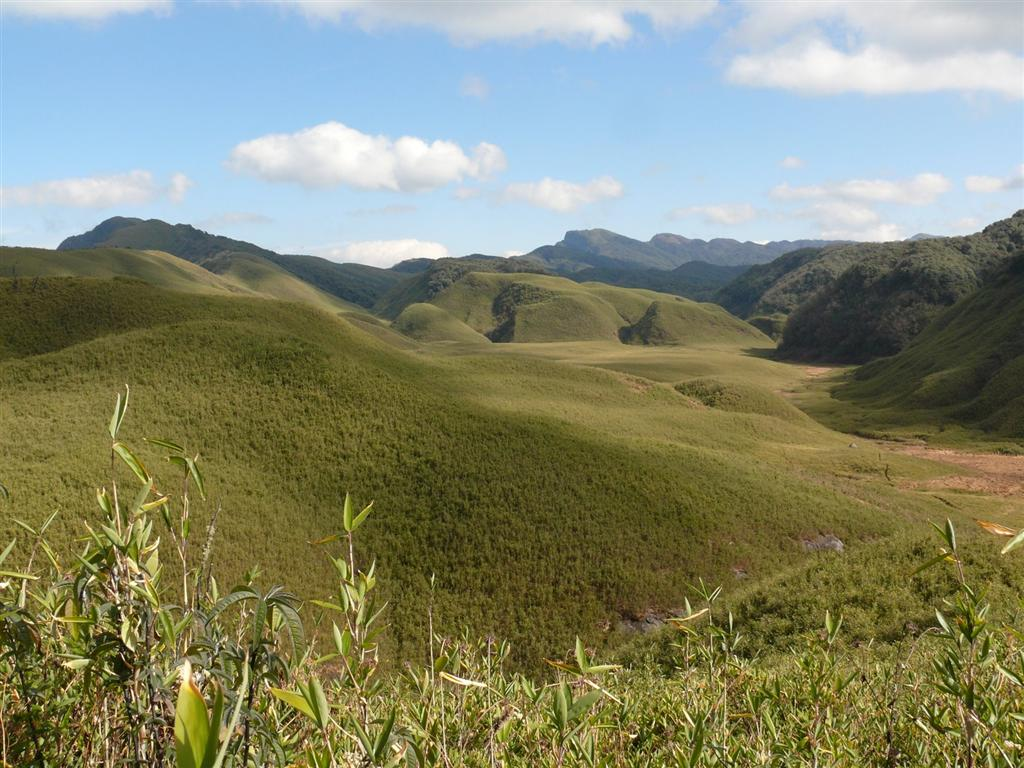

佩可縣是印度的一個縣，位於該國東北部，由那加蘭邦負責管轄，面積2,026平方公里，識字率為79.13%，2011年人口163,294，市區居民佔8.7%，人口密度每平方公里81人。

## 外部連結
- Official site （页面存档备份，存于）